# Font de la Muntanyeta (Gramenet de Beranui)
La Font de la Muntanyeta és una font del terme municipal de la Torre de Cabdella (antic terme de Mont-ros), del Pallars Jussà, dins del territori del poble, ara abandonat, de Gramenet de Beranui. És a 1.535 msnm, a l'est-nord-est de Gramenet, en un lloc molt perdedor. És a sota i al sud-oest de la Collada de la Ginebrera, en un racó al costat dret del barranc del Ban, prop d'on passava el camí de bast que des de Gramenet remuntava per la Collada de la Ginebrera, cap a Ancs.